# Eli (película)
Eli es una película estadounidense de terror, dirigida por Ciaran Foy, desde un guion de David Chirchirillo, Ian Goldberg, y Richard Naing. Es protagonizada por Charlie Shotwell, Lili Taylor, Sadie Sink, Kelly Reilly, y Max Martini. Fue estrenada el 18 de octubre de 2019 por Netflix.

## Argumento
Eli Miller es un niño que sufre de una enfermedad rara que le provoca reacciones alérgicas graves al aire libre, lo que le obliga a vivir su vida con ropa protectora. Sus padres, Rose y Paul, lo han llevado al aislado centro médico de la Dra. Isabella Horn, una casa grande y antigua que ha sido modernizada y puesta en cuarentena. Eli inicialmente está encantado de que la instalación le permita quitarse su "traje burbuja", abrazar a sus padres y disfrutar de las comodidades que antes le habían negado. Sin embargo, su alegría es de corta duración, ya que comienza a experimentar fenómenos sobrenaturales en la casa. También comienza sus tratamientos, que son terriblemente dolorosos. Los espectros le dejan repetidamente la mentira del mensaje , y Eli comienza a preguntarse si están tratando de advertirle sobre los tratamientos de Horn.
Eli se hace amigo de Haley, una joven con la que habla a través de una gran ventana en el primer piso de la casa. Ella es la única persona que cree en sus afirmaciones de que la casa está encantada. Ella le dice que ninguno de los otros pacientes que Horn trató abandonó las instalaciones, lo que implica que murieron. Eli descubre que la palabra "LIE" es en realidad el número 317 invertido , el código de acceso a la oficina de Horn. Cuando investiga la oficina, encuentra los registros de Horn de pacientes anteriores, que muestran que todos murieron en el tercer tratamiento final.
Eli intenta sin éxito persuadir a sus padres de que deben abandonar las instalaciones, pero Paul intenta drogarlo hasta dejarlo inconsciente. Herido y confundido, Eli se atrinchera en la oficina de Horn. Encuentra una fotografía de Horn y sus ayudantes vestidos de monjas, y un pasadizo oculto a una habitación subterránea con parafernalia religiosa. Horn lo encierra dentro, experimenta una reacción alérgica y se desmaya. Cuando se despierta, descubre que puede respirar bien y que en realidad no tiene ninguna enfermedad. Rose, sintiéndose culpable por engañar a Eli, se acerca a él. Eli finge que todavía está inconsciente. Cuando ella abre la puerta, él la deja inconsciente con un crucifijo y huye, pero Horn y su padre lo recuperan. 
Su madre recupera la conciencia y encuentra una daga en el crucifijo. También descubre que el monumento de piedra en la habitación oculta los cuerpos de los pacientes anteriores de Horn, atados y adornados con símbolos religiosos. Horrorizada y enfurecida, se abre paso hacia la sala de tratamiento, pero Paul la somete. Luego se revela que Eli es en realidad un hijo ilegítimo del mismo Satanás , y sus "reacciones alérgicas" fueron en realidad manifestaciones de sus habilidades demoníacas en desarrollo . Horn comienza el tercer "tratamiento": un ritual religioso destinado a acabar con la vida de Eli. Cuando intenta apuñalarlo con la daga de sacrificio, Eli muestra ráfagas muy fuertes de energía telequinética para levitar. Horn y sus asistentes en el aire, giran boca abajo (parecida a la Cruz de San Pedro ), luego estalla en llamas . También prende fuego a la casa. La madre de Eli revela que deseaba tanto un hijo que se volvió hacia Satanás, quien mintió diciendo que Eli sería un niño normal. El padrastro de Eli avanza con la daga de sacrificio, pero Eli lo mata aplastándole la cara telequinéticamente.
Eli y su madre salen de la casa en llamas con cada paso que da, donde Haley los saluda frente a un automóvil. Una vez más, decirle a Eli que él es más fuerte que los demás, que eran su medio hermano y medio hermanas paternos, tristemente fallecidos, también eran híbridos demonio / humanos. Ella revela que ella también es una hija ilegítima de Satanás, y que no pudo decírselo porque él tenía que encontrar y probar su propia fuerza para "ganarse su lugar". Ella se ofrece a llevar a Eli a su padre biológico. Cuando acepta, Haley se pregunta si Eli puede confiar en su madre. Él indica que puede, y la película termina con Rose alejando a los dos niños de las instalaciones en llamas.

## Reparto
- Charlie Shotwell como Eli Miller.
- Kelly Reilly como Rose Miller.
- Max Martini como Paul Miller.
- Lili Taylor como Dra. Isabella Horn.
- Sadie Sink como Haley.
- sandra bullock como perry.

## Producción
En marzo de 2017, se anunció que Ciaran Foy dirigiría la película, desde un guion de David Chirchirillo, Ian Goldberg y Richard Naing. Trevor Macy y John Zaozirny producirían la película, mientras que Melinda Nishioka sería el coproductor. Daniel Hammond y Gabriel Hammond serían productores ejecutivos, bajo las compañías Broad Green Pictures, Intrepid Pictures y Bellevue Productions banners, respectivamente. En octubre de 2017, Charlie Shotwell a unió al reparto de la película. En diciembre de 2017, Sadie Sink y Kelly Reilly se unieron al reparto de la película. En enero de 2018, Lili Taylor y Max Martini se unieron a la película.

### Rodaje
La fotografía principal comenzó en enero de 2018..

## Estreno
En octubre de 2017, Paramount Players adquirió los derechos de distribución de la película, y seleccionó el 4 de enero de 2019 como fecha de estreno. Sin embargo, Netflix adquirió los derechos de distribución, estrenándola el 18 de octubre de 2019.